# Адам Юганссон
Адам Юганссон (швед. Adam Johansson, нар. 21 лютого 1983, Гетеборг) — шведський футболіст, що грав на позиції захисника, зокрема за «Гетеборг» та національну збірну Швеції. 

## Клубна кар'єра
Народився 21 лютого 1983 року в Гетеборзі.
У дорослому футболі дебютував 2002 року виступами за команду «Вестра Фрелунда», в якій провів три сезони, взявши участь у 66 матчах чемпіонату. 
Своєю грою за цю команду привернув увагу представників тренерського штабу «Гетеборга», до складу якого приєднався 2005 року. Відіграв за команду з рідного міста наступні сім сезонів своєї ігрової кар'єри. Більшість часу, проведеного у складі «Гетеборга», був основним гравцем захисту команди, допоміг їй по разу виграти чемпіонат Швеції і Кубое країни.
Протягом 2012—2013 років виступав у США, де захищав кольори «Сіетл Саундерз», після чого повернувся до «Гетеборга». Відіграв у ньому заключні три сезони ігрової кар'єри, здобувши ще два Кубка Швеції.

## Виступи за збірні
Протягом 2002–2005 років залучався до складу молодіжної збірної Швеції. На молодіжному рівні зіграв у 13 офіційних матчах.
2009 року дебютував в офіційних матчах у складі національної збірної Швеції.
Загалом протягом п'ятирічної кар'єри в національній команді провів у її формі 18 матчів.

## Титули і досягнення
- Чемпіон Швеції (1):

«Гетеборг»: 2007
- Володар Кубка Швеції (3):

«Гетеборг»: 2008, 2012-2013, 2014-2015